# Droit de la nationalité dans les colonies anglaises d'Amérique
La common law anglaise, fonctionnant sur le principe de jus sanguinis, considérait les Anglais et leurs enfants vivant dans les colonies américaines comme des sujets du roi d'Angleterre. Cependant la loi anglaise était bien moins précise quant au statut des étrangers résidant dans les colonies, et ces derniers rencontraient alors de nombreuses difficultés pour se faire naturaliser et accéder ainsi aux mêmes droits que les Anglais de naissance. Les problèmes relatifs à la politique de naturalisation proviennent de l'ambiguïté des liens juridiques entre l'Angleterre et ses colonies. La clé de voûte des relations juridiques entre les colonies américaines et la métropole est la charte coloniale, dont nombre d'articles disposaient que les résidents étrangers dans les colonies avaient vocation à devenir « des sujets bien-aimés, ayant fait allégeance au Roi ». 
L'ambiguïté des termes des chartes créa de l'incertitude quant à l'autorité juridique devant naturaliser les étrangers résidents : les colonies ou le parlement de Londres. Ceci amena les deux corps législatifs de part et d'autre de l'Atlantique à promulguer des lois sur la naturalisation chacun de leur côté, parfois même contradictoires. C'est de cette opposition qu'est née la base juridique des politiques de naturalisation des étrangers aux États-Unis.